# 1861 au théâtre
| Années du théâtre : 1858 - 1859 - 1860 - 1861 - 1862 - 1863 - 1864    |
| Décennies du théâtre : 1830 - 1840 - 1850 - 1860 - 1870 - 1880 - 1890 |

## Pièces de théâtre publiées
- L'Affaire (Де́ло, Delo) d'Aleksandre Soukhovo-Kobyline (Leipzig)

## Pièces de théâtre représentées
- 3 avril : L'Amour en sabots d'Eugène Labiche, au Théâtre des Variétés
- 21 octobre : Le Beau Narcisse, vaudeville des Frères Cogniard et Eugène Deligny, au théâtre des Variétés
- 18 novembre : On ne badine pas avec l'amour, comédie d'Alfred de Musset, à la Comédie-Française
- 28 décembre : Les Mille et un Songes, revue-féérie des Frères Cogniard et Monsieur Clairville, au théâtre des Variétés

## Décès
- 20 février : Eugène Scribe